# 미겔 알쿠비에레

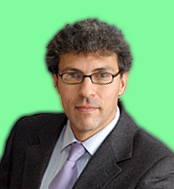
미겔 알쿠비에레

미겔 알쿠비에레(Miguel Alcubierre)는 멕시코의 이론물리학자이다.

## 워프 항법
1994년, 알쿠비에레는 일반 상대성 이론을 이용해 '워프 항법(warp drive)'을 가능하게 하는 방법을 자세히 기술한 논문을 발표했다. 워프 항법은 시공간을 구부려뜨려 빛보다 빨리 달리는 공간 이동 추진 장치를 말하는데, 스타트렉에 등장하는 공간 이동 장치에서 그 이름을 따왔다.
알쿠비에레는 가상의 우주선을 상상했다. 그가 제안한 아이디어는 중력이 우주선 뒤쪽의 공간을 급속히 팽창시키는 동시에 앞쪽의 공간을 같은 속도로 수축시키도록 우주선 주위에 적당한 물질을 배열하는 것이다. 그러면 우주선과 출발점 사이의 거리는 급속하게 증가하는 반면, 우주선과 목적지 사이의 거리는 급속하게 줄어들어 우주선은 아주 빠른 시간에 목적지에 도달할 수 있다.

## 같이 보기
- 워프 항법
- EmDrive
- 알쿠비에레 드라이브
- 별난 물질